# The Secret of Michelangelo
The Secret of Michelangelo è un documentario televisivo del 1968 diretto da Milton Fruchtman e basato sulla vita del pittore italiano Michelangelo Buonarroti.